# Дюмортьєрит
Дюмортьєри́т — мінерал, боросилікат алюмінію.

## Етимологія та історія
Вперше думортьєрит був виявлений у кар'єрі «Дюкар» у Шапоно у французькому департаменті Рона і описаний у 1881 р. М. Ф. Гоннаром, який назвав мінерал на честь французького палеонтолога Ежена Дюмортьє (1801—1876).

## Загальний опис
Хімічна формула: Al7(BO3)(SiO4)3O3. Al може широко заміщатися на Fe3+ та Ti4+. Сингонія ромбічна. Волокнисті або радіально-променисті агрегати.
Твердість 7. Густина 3,26-3,36. Блиск скляний. Прозорий до напівпрозорого. Колір синій, фіолетовий, рожевий або зеленувато-синій.
Зустрічається у вигляді включень у польових шпатах в ґнейсах поблизу Ліону та Бьону (Франція), в пегматитових дайках на острові Мангеттен (шт. Нью-Йорк, Невада, Каліфорнія, США), а також у Бразилії і на Мадагаскарі.
Використовується при виробництві високих сортів електротехнічної порцеляни.